# Regensburgi fegyverszünet
A regensburgi fegyverszünet (franciául: trêve de Ratisbonne, németül: Waffenstillstand von Regensburg) egy három oldalú megállapodás volt, amelyet 1684. augusztus 15. – 20-án írt alá XIV. Lajos francia király és I. Lipót német-római császár, aki II. Károly spanyol király nevében is tárgyalt. A megállapodás lezárta a Rajna vidékén 1681 óta francia területfoglalási folyamatot (az ún. „egyesítési politikát”) és az ennek következtében 1683-ban kirobbant francia–spanyol háborút, amelyek során a francia haderő több fontos területet foglalt el a Spanyol-Németalföldtől és a Német-római Birodalomtól (köztük Elzászt). A megegyezés keretében Franciaország megtarthatta legtöbb hódítását, ennek fejében 20 évig (1704-ig) fegyvernyugvásra kötelezte magát a rajnai határokon. A következő 4 éven át, 1688-ig Franciaország nem zavarta meg a Lipót császár és a Szent Liga haderőinek a Balkán meghódítására indított nagyarányú hadjáratát, ekkor azonban XIV. Lajos megszegte a 20 évre kötött regensburgi fegyverszünetet, megszállta a Rajnai Palotagrófságot, kirobbantva ezzel a pfalzi örökösödési háborút.

## Előzmények
A békekötésre több párhuzamosan zajló politikai folyamat eredményeképpen jött létre. XIV. Lajos francia király elégedetlen volt az 1672–1679-es francia–holland háborúban elért hódításaival. 1681-től kezdve az ún. „egyesítési politikájával” jogot formált Spanyol-Németalföld és a Német-római Birodalom egyes területeire, a Franche-Comtéra és Elzászra. E területeket katonailag megszállta. 1681-ben ostrommal elfoglalta Strassburg szabad birodalmi várost.
Ugyanebben az időben Frigyes Vilmos brandenburgi választófejedelem Franciaország szövetségét kereste, hogy a Napkirály segítségével új háborút indíthasson Svédország ellen, aki 1679-ben még XIV. Lajos szövetségese volt. Törekvéseihez a 4 rajnai választófejedelem és Ernő Ágost hannoveri választófejedelem is csatlakozott. A brandenburgi Frigyes Vilmos közvetítésével már 1681-től kezdve tapogatózó megbeszélések folytak egy lehetséges kiegyezésről Franciaország és a Birodalom között. Ezek mintegy előkészítették az 1684-es közvetlen béketárgyalásokat.
Ugyanekkor a Habsburg Birodalom keleti végvidékén, Magyarországon lejáróban volt az 1664-ben 20 évre megkötött szégyenletes vasvári békeszerződés. 1683 júliusában Franciaország szövetségese, az Oszmán Birodalom ostrom alá vette a Habsburg Birodalom fővárosát, Bécset, de szeptemberben vereséget szenvedett a német–osztrák–lengyel felmentő seregektől. Október elején Sobieski János csapatai Párkánynál csatát nyertek. A bécsi Haditanács úgy ítélte, eljött a stratégiai ellentámadás ideje, meghódíthatják Magyarországot, Szlavóniát, Erdélyt a töröktől.
A francia agressziótól veszélyeztetett Spanyolország 1683 októberében hadat üzent, kirobbant az ún. „egyesítési” háború. 1683. novemberében XIV. Lajos elfoglalta Courtrai (Kortrijk) erődített várost. A spanyol csapatok vereségeket szenvedtek, II. Károly király Lipót császártól várt katonai segítséget. Lipót azonban a keleti hódításnak adott elsőbbséget. 1683. október végén csapatai bevették Esztergomot. 1684 januárjában Lipót – készülve a magyarországi hadjáratra – amnesztiát adott a behódoló magyarországi bujdosóknak és kurucoknak.
1684. március 5-én XI. Ince pápa kezdeményezésére a Habsburg Birodalom, Lengyelország és a Velencei Köztársaság létrehozták a Szent Ligát. Áprilisban a koalíció csapatai megindultak Magyarország belseje felé.
A keleten lekötött Birodalom nem adhatott segítséget a spanyoloknak. Lipót császár biztosítani akarta a hátát nyugaton, és béketárgyalásokat kezdeményezett, miközben XIV. Lajos hadai sorra foglalták el a birodalmi városokat és erődöket a Rajna jobb (keleti) partján. Duquesne francia tengernagy 1684. május 17-én porrá lőtte Genovát, mert a város együttműködött a spanyolokkal. 1684 júniusában a franciák elfoglalták Luxembourg erődjét, Vaudémont grófságot, Saarburg városát, a Saarbrückeni grófságot, a Salm hercegséget, a Zweibrückeni grófságot. A kíméletlen francia fellépést látva Spanyolország utolsó szövetségese, Hollandia is meghátrált. Kerülni akarván bármilyen casus bellit, június 29-én felmondta a szövetséget. A magára maradt Spanyolországnak békét kellett kérnie Lajostól.
1684 júliusában Lotaringiai Károly ostrom alá vette Budát. Ince pápa nagy erőfeszítéssel meggyőzte XIV. Lajost is, hogy átmenetileg ne indítson offenzívát a muzulmánok ellen készülő keresztény koalíció hátában. XIV. Lajos elfogadta a fegyverszüneti tárgyalások felvételét.

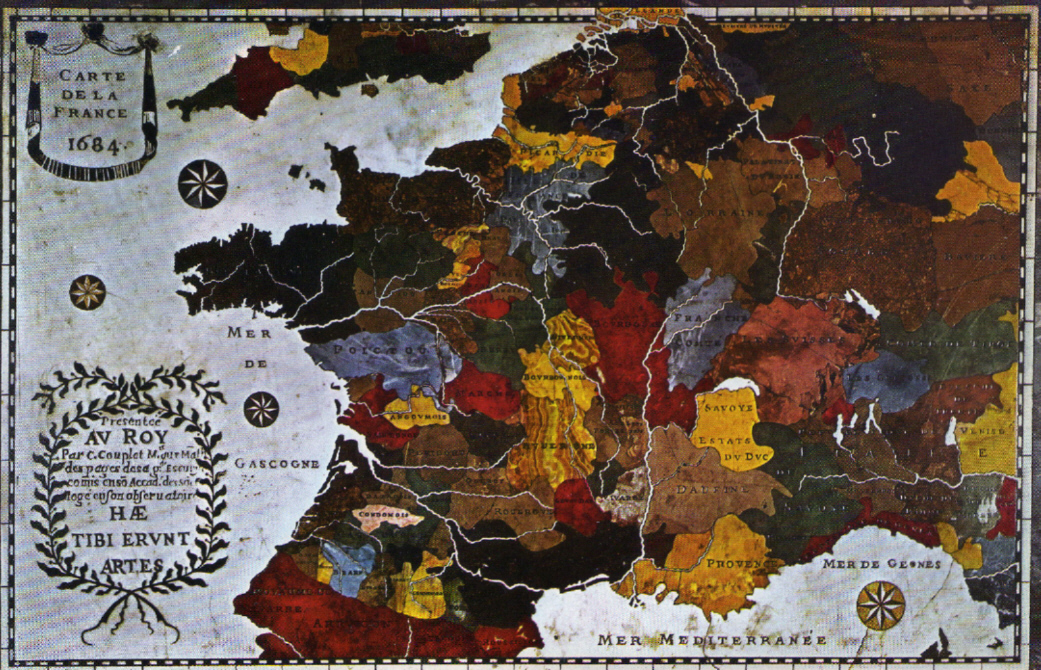
A győzelmes Franciaország 1684-ben.

## A fegyverszüneti megállapodás tartalma
Júliusban sietős béketárgyalások kezdődtek Franciaország és a Német-római Birodalom között a regensburgi Domonkos-rendi kolostorban. I. Lipót császár Spanyolországot is képviselte. A császár mindent alárendelt a nagy keleti hódító hadjárat szempontjainak, ehhez biztosítania kellett a Birodalom nyugati határvidékét. A kedvező helyzetbe jutott XIV. Lajos a fegyvernyugvás feltételeként valamennyi hódításának végleges elismerését követelte Spanyolországtól és a császártól is.
1684. augusztus 15-én megszületett a megegyezés, a két uralkodó 20 évre szóló fegyvernyugvásban állapodott meg. XIV. Lajos szinte minden hódítását el tudta ismertetni. I. Lipót császár a maga és a Birodalom (Kaiser und Reich) nevében egy 20 évben meghatározott időtartam lejártáig lemondott uralkodói és hűbérúri jogainak gyakorlásáról a szerződésben körülírt birodalmi tartományokat és szabad birodalmi városokat illetően. A szerződés X. cikkelye rögzítette, hogy 20 éves határidő lejártával közös határmegállapító bizottság fogja megállapítani a végleges békeszerződés alapját képező államhatárokat. Fontos kivételt képezett Elzász (vele Strassburg városa), amellyel kapcsolatban a szerződés leszögezte, hogy itt a császár elismeri a francia király teljes és korlátozatlan felségjogát, habár csak a szerződésben meghatározott időtartam lejártáig. (Elzásznak e külön jogállását, azaz a Francia Királyság szuverén felségjogát 13 évvel később, 1697-ben a rijswijki békeszerződés már véglegesként így rögzítette, és ez a jogállás változatlanul fennmaradt egészen 1871-ig, Elzásznak és Lotaringiának a Német Birodalomba való bekebelezéséig).
Az egyezmény értelmében XIV. Lajos hatalmában maradhatott a Birodalomhoz tartozó Strassburg, Elzász nagyobb része, Luxemburg erődített városa és a többi megszállt birodalmi terület. Néhány, Franciaországgal „egyesített” spanyol-németalföldi területet Lajos visszaadott Spanyolországnak, így Courtrai (Kortrijk) és Diksmuide erődített városait (a mai Belgium területén). A magára maradt spanyol király – nem lévén más választása – elfogadta a Lipót császár döntését és augusztus 20-án csatlakozott az egyezményhez.
A regensburgi megállapodás nem volt de jure békeszerződés (bár néha ilyen néven is említik). Az egyezményt egyetlen állam kormánya sem ratifikálta. Két abszolutista uralkodó megegyezése volt, amely a háború szüneteltetését (latinul: treuga, franciául: trêve) irányozta elő a következő 20 évre.

## Következmények

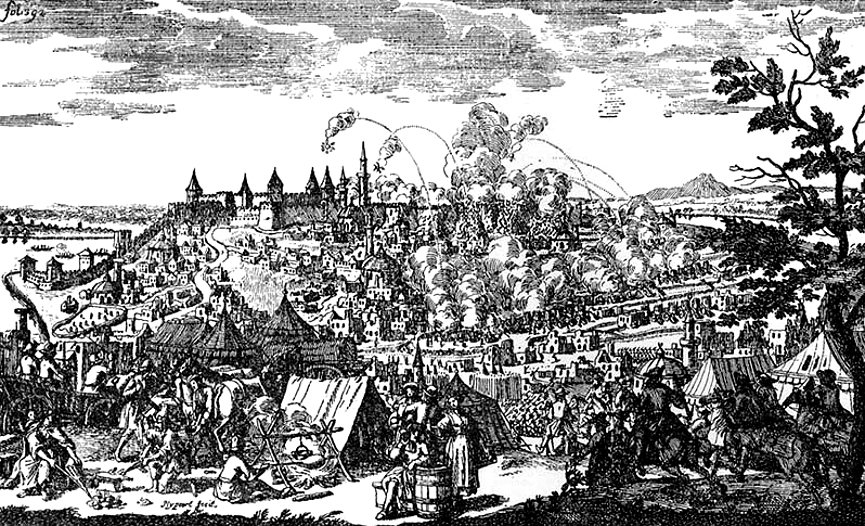
Nándorfehérvár ostroma, 1688.

### A rajnai fegyvernyugvás évei (1684–88)
A békeegyezmény XIV. Lajos eddigi hódításainak teljes elismertetését jelentette. Hosszabb ideig semmilyen ellenséges veszéllyel nem kellett számolnia. A következő évben, 1685. október 18-án „legkeresztényibb király” – valószínűleg második, titkos feleségének, Madame de Maintenonnak ösztönzésére – visszavonta a nagyapja, IV. Henrik király által 1598-ban kiadott nantes-i ediktumot, és erőszakos rekatolizálásba kezdett a elfoglalt protestáns német területeken, valamint saját protestáns tartományaiban (Oránia, Cevennes). A frontokon felszabadult dragonyosokat beszállásolták a protestáns lakosság házaiba (dragonades), a katonák szabad kezet kaptak a térítés módszereit illetően.
A 20 évre előirányzott béke lehetővé tette, hogy a Szent Liga csapatai jelentős sikereket érjenek el az Oszmán Birodalom ellen indított támadó háborúban. 1685-ben Lotaringiai Károly fővezérletével elfoglalták Érsekújvárt, majd Thököly felvidéki várait. 1686 júniusában ostrom alá fogták és szeptember 2-án bevették Budát. 1687-ben Badeni Lajos őrgróf a nagyharsányi csatában aratott győzelmet, és 1688-ban elfoglalta Nándorfehérvárt. 1687 őszén  Lotaringiai Károly kézre kerítette Erdélyt, és az I. Apafi Mihállyal megkötött a balázsfalvi szerződésben I. Lipót császárnak biztosította az Erdélyi Fejedelemség trónjának megöröklését.

### A megszegett fegyverszünet (1688-tól)
Az Oszmán Birodalom szövetségese, XIV. Lajos francia király azonban veszélyt látott a Habsburgok váratlanul gyors térnyerésétől. Már négy év után felrúgta a regensburgi fegyverszüneti megállapodást, és 1688. szeptember 27-én offenzívát indított a Rajnánál, elfoglalva a régóta igényelt Rajnai Palotagrófságot. A háború indítékául XIV. Lajos éppen a regensburgi szerződésben foglaltak „beteljesítésére” hivatkozott, amennyiben a Rajna mindkét partját szegélyező birodalmi tartományok a francia király szuverén hatalma alá tartoznak.
Kitört a 9 éven tartó, pusztító pfalzi örökösödési háború (1688–1697). A kétfrontos háborúra kényszerített császári haderő keleten meggyengült, az oszmánok felülkerekedtek, a szlavóniai és szerbiai hódítások elvesztek. 1690-ben a törökök Köprülü Musztafa nagyvezír visszafoglalta Lippát, Kanizsát és Nándorfehérvárt. Párhuzamosan folyt két véres nagyhatalmi konfliktus, keleten a Szent Liga háborúja, nyugaton az augsburgi liga háborúja. A nyugat-európai harcokat 1697-ben a rijswijki békeszerződés, a magyarországi háborút 1699-ben a karlócai békeszerződés zárta le.

## Külső hivatkozások
- A regensburgi fegyverszüneti szerződés eredeti szövege („1684 VIII 15 Waffenstillstand von Regensburg”).[halott link] A mainzi Európa-Történeti Intézet (Institut für Europäische Geschichte in Mainz / IEG) honlapján. (németül)
- 1684. 15 août. Convention pour l'établissement d'une trêve (Ratisbonne). Etats parties : Brandebourg; Empire; France. A francia-német szerződésről szóló francia külügyi feljegyzések. A francia Külügyminisztérium honlapján. (franciául)
- 1684. 15 août. Convention pour l'établissement d'une trêve avec l'Espagne (Ratisbonne). Etats parties : Espagne; France. A francia-spanyol békeszerződésről szóló francia külügyi feljegyzések. A francia Külügyminisztérium honlapján. (franciául)
- A fontainebleau-i ediktum (1685) és következményei. (museeprotestant.org honlapon) (németül)
- Daniel-Erasmus Khan: Die deutschen Staatsgrenzen: rechtshistorische Grundlagen. Kapitel X: Die deutsch-französische Grenze (A német államhatárok. Jogtörténeti alapok. X. fejezet: A francia-német határ.). Mohr-Siebeck, Tübingen, 2004. (google.könyvek)